# 杨善元
杨善元（1913年—？），男，广东兴宁人，中国矿山建设工程专家，曾任中国矿业学院教授、博士生导师。